# Klebelsbergita
La klebelsbergita és un mineral de la classe dels sulfats, que pertany i dona nom al grup de la klebelsbergita. Rep el seu nom de Kuno Klebelsberg (1875-1932), antigament ministre d'Educació hongarès.

## Característiques
La klebelsbergita és un sulfat de fórmula química Sb₄O₄(SO₄)(OH)₂. Cristal·litza en el sistema ortoròmbic. La seva duresa a l'escala de Mohs es troba entre 3,5 i 4. És l'anàleg amb antimoni de la tavagnascoïta. L'exemplar que va servir per a determinar l'espècie, el que es coneix com a material tipus, es troba conservat al Smithsonian Institution.
Segons la classificació de Nickel-Strunz, la klebelsbergita pertany a «07.BB: Sulfats (selenats, etc.) amb anions addicionals, sense H₂O, amb cations de mida mitjana» juntament amb els següents minerals: caminita, hauckita, antlerita, dolerofanita, brochantita, vergasovaïta, schuetteïta, paraotwayita, xocomecatlita, pauflerita i grandviewita.

## Formació i jaciments
Va ser descoberta a Baia Sprie (Felsöbánya), en una zona d'oxidació d'un dipòsit d'estibina, a la província de Maramureș (Romania). També ha estat descrita a altres indrets a Europa i Àsia, i els seus jaciments no arriben a la vintena.